# Gezondheidszorg in België
Eenieder heeft in België een fundamenteel recht op gezondheidszorg. De Belgische gezondheidszorg is over het algemeen toegankelijk en betaalbaar en behoort kwalitatief tot de betere van Europa en van de wereld. Aan de basis van de goede toegankelijkheid en betaalbaarheid ligt een systeem van verplichte ziekteverzekering via ziekenfondsen, voornamelijk gefinancierd door verplichte sociale bijdragen van werknemers en werkgevers. De bevoegdheid voor de organisatie en werking van de gezondheidszorgvoorzieningen ligt bij verschillende overheden. In de gezondheidszorgvoorzieningen zit een zekere hiërarchische structuur met een onderscheid in eerstelijns-, tweedelijns- en derdelijnsvoorzieningen:
- Beroepsbeoefenaren als huisartsen, tandartsen en apothekers vormen de eerste lijn.
- Algemene ziekenhuizen en arts-specialisten vormen de tweede lijn.
- Universitaire ziekenhuizen en gespecialiseerde centra vormen de derde lijn.

Ook is de dringende medische hulpverlening en het crisisbeheer op nationaal niveau geregeld. Beroepsbeoefenaren in de gezondheidszorg zoals artsen en verpleegkundigen zijn over het algemeen hoog opgeleid en genieten vrije vestiging, vrije beroepsuitoefening en titelbescherming. Ten slotte zijn ook veel medisch-ethische aangelegenheden wettelijk geregeld, zoals patiëntenrechten, abortus en euthanasie.

## Recht op gezondheidszorg
Artikel 23 van de Belgische Grondwet bepaalt dat iedereen het recht heeft een menswaardig leven te leiden, waaronder ook het recht op bescherming van de gezondheid en het recht op geneeskundige bijstand opgelijst worden. Daarmee is toegang tot gezondheidszorg een grondwettelijk beschermd recht. Aanvullend is toegang tot gezondheidszorg ook als sociaal grondrecht beschermd door een aantal internationale verdragen die België ondertekend heeft, waaronder de Universele verklaring van de rechten van de mens, het Europees Sociaal Handvest, het Internationaal Verdrag inzake economische, sociale en culturele rechten, het Verdrag inzake de rechten van het kind en het Handvest van de grondrechten van de Europese Unie.
Personen zonder wettig verblijf (illegalen) kunnen onder bepaalde voorwaarden een tegemoetkoming krijgen voor medische kosten door het systeem van Dringende Medische Hulp via een OCMW. Let op: de Dringende Medische Hulp (DMH) mag niet verward worden met de Dringende Geneeskundige Hulpverlening (DGH).

## Bevoegde overheden
Volksgezondheid en de organisatie van de gezondheidszorg is voor bepaalde aspecten de bevoegdheid van de federale overheid en voor andere aspecten die van de gemeenschappen van België. Dit is het resultaat van het federaliseringsproces en de opeenvolgende staatshervormingen die sinds 1970 hebben plaatsgevonden. De federale overheid is voornamelijk bevoegd voor de ziekte- en invaliditeitsverzekering, de bescherming van de volksgezondheid, het toezicht op de voedselveiligheid en de geneesmiddelen, de organisatie en de financiering van de zorgvoorzieningen, de organisatie van de gezondheidszorgberoepen, de dringende hulpverlening, het crisisbeheer, het internationaal overleg, de grensoverschrijdende samenwerking en de ondersteuning van verschillende raden en overlegorganen. De gemeenschappen zijn voornamelijk bevoegd voor de gezondheidspromotie en gezondheidspreventie, de milieugezondheidszorg, de financiering van zorginfrastructuur, de programmering, planning, erkenning en inspectie van zorgvoorzieningen en de opleidingen voor gezondheidszorgberoepen. De voornaamste bij deze bevoegdheden betrokken overheidsinstellingen zijn:

### Federale overheid
- Het Rijksinstituut voor Ziekte- en Invaliditeitsverzekering (RIZIV)
- De Federale Overheidsdienst Volksgezondheid, Veiligheid van de Voedselketen en Leefmilieu
- Sciensano, de federale onderzoeksinstelling voor gezondheid
- De Hoge Gezondheidsraad (HGR), het belangrijkste federale adviesorgaan op het gebied van gezondheid
- Het Federaal Kenniscentrum voor de Gezondheidszorg (KCE)
- Het Federaal Agentschap voor de Veiligheid van de Voedselketen (FAVV)
- Het Federaal Agentschap voor Geneesmiddelen en Gezondheidsproducten (FAGG)

### Vlaamse overheid
- Het Departement Welzijn, Volksgezondheid en Gezin
- Het Agentschap Zorg en Gezondheid
- Het Agentschap Kind en Gezin
- Het Vlaams Instituut Gezond Leven
- Sensoa, het Vlaams expertisecentrum voor seksuele gezondheid
- Het Centrum voor Kankeropsporing
- Het Vlaams expertisecentrum Alcohol en andere Drugs (VAD)
- Het Vlaams Expertisecentrum Suïcidepreventie (VLESP)
- Het Vlaams Instituut Voor de Eerste Lijn (VIVEL)[1]

## Medische ethiek

### Patiëntenrechten
De rechten van patiënten in de relaties met hun zorgverleners zijn wettelijk vastgelegd in de wet betreffende de rechten van de patiënt van 22 augustus 2002. Deze patiëntenrechten omvatten het recht op een kwaliteitsvolle dienstverstrekking (waaronder het recht op pijnbestrijding), het recht op een vrije keuze van beroepsbeoefenaar, het recht om geïnformeerd te worden over je gezondheidstoestand, het recht om vrij en geïnformeerd toe te stemmen in een tussenkomst (en daaraan verbonden het recht op informatie over de verzekerings-, vergunnings- of registratiestatus van de beroepsbeoefenaar), het recht op een zorgvuldig bijgehouden patiëntendossier met mogelijkheid tot inzage en afschrift, het recht op de bescherming van je persoonlijke levenssfeer en ten slotte het recht om een klacht neer te leggen bij een ombudsdienst. Bij de FOD Volksgezondheid is er de Federale commissie "Rechten van de patiënt" die informatie verzamelt over de patiëntenrechten, de toepassing van de wet evalueert en de minister van Volksgezondheid adviseert.

### Euthanasie
Sinds 2002 is euthanasie mogelijk in België door de wet van 28 mei 2002 betreffende de euthanasie, die de arts die iemands leven op diens verzoek beëindigde onder bepaalde voorwaarden niet langer strafbaar stelde. België was na Nederland het tweede land ter wereld waar euthanasie gelegaliseerd werd. Het verzoek om euthanasie moet geuit worden door een handelingsbekwame patiënt die bij bewustzijn is en zich in een medisch uitzichtloze toestand bevindt van aanhoudend en ondraaglijk (fysiek of psychisch) lijden waarbij dat lijden niet gelenigd kan worden en het gevolg is van een ernstige en ongeneeslijke, door ongeval of ziekte veroorzaakte aandoening. Het verzoek moet vrijwillig, overwogen en herhaald zijn en mag niet tot stand zijn gekomen door externe druk. Patiënten kunnen ook een wilsverklaring opstellen waarin ze instemmen met euthanasie voor het geval ze hun wil niet meer kunnen uiten als gevolg van bijvoorbeeld een onomkeerbare coma of vegetatieve toestand. In 2014 werd de mogelijkheid om om euthanasie te verzoeken onder bepaalde voorwaarden uitgebreid tot oordeelsbekwame minderjarigen. Belangrijk om op te merken is dat een arts of andere persoon steeds kan weigeren mee te werken aan het toepassen van euthanasie. Om na te gaan of euthanasie steeds wordt toegepast volgens de voorwaarden die de wet stelt, is de Federale Controle- en Evaluatiecommissie Euthanasie opgericht. Werden de voorwaarden bij een patiënt niet nageleefd, dan maakt de commissie het dossier over aan de procureur des Konings.

### Abortus
Abortus werd wettelijk geregeld in 1990 door de wet van 3 april 1990 betreffende de zwangerschapsafbreking, die het Strafwetboek wijzigde waardoor abortus onder bepaalde voorwaarden voortaan niet meer strafbaar was. Vrouwen kunnen voor de twaalfde week na bevruchting hun zwangerschap laten beëindigen indien ze verklaren zich in een 'noodsituatie' te bevinden. Na deze termijn kan een zwangerschap slechts beëindigd worden indien het voortzetten ervan de gezondheid van de vrouw ernstig bedreigt of het kind dat geboren zal worden aan een ernstige ongeneeslijke ziekte zal lijden. Vrouwen die na de twaalfde week toch nog een abortus willen maar niet aan deze voorwaarden voldoen, nemen vaak hun toevlucht tot het buitenland waar langere termijnen gelden. Dit verschijnsel wordt ook wel abortustoerisme genoemd. De wet vereist dat de vrouw die een abortus wil vooraf ingelicht moet worden over de risico's ervan en mogelijke alternatieven zoals adoptie. Net als bij euthanasie kan geen enkele arts of andere persoon gedwongen worden mee te werken aan het uitvoeren van een abortus. Om toe te zien op de toepassing van de wet werd de Nationale Evaluatiecommissie betreffende de zwangerschapsafbreking opgericht.

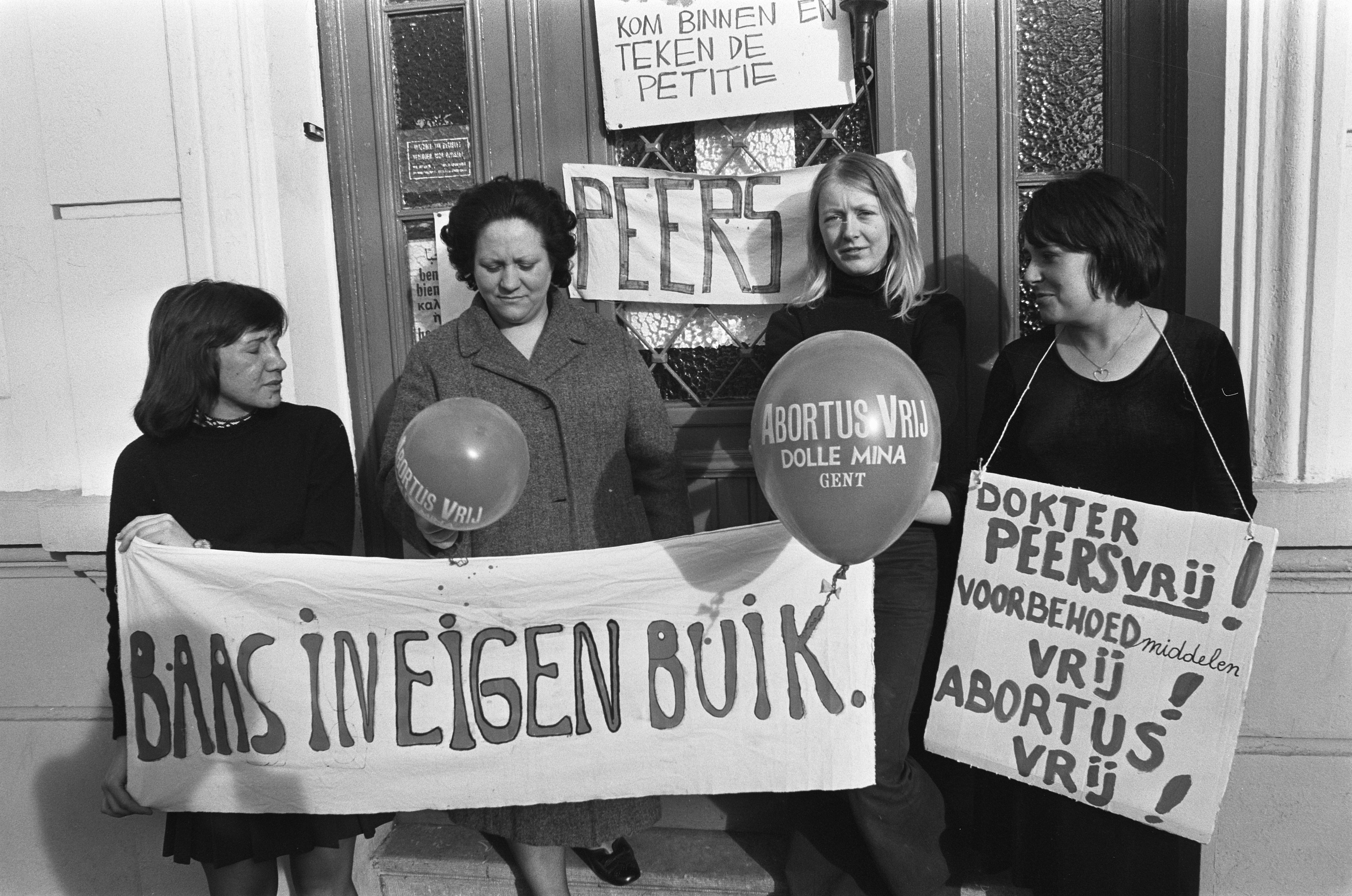
Protest in 1973 voor het recht op abortus en tegen de aanhouding van Willy Peers.

Het goedkeuren van de wet die abortus mogelijk maakte, had heel wat voeten in de aarde en leidde zelfs tot een grondwettelijke crisis in 1990. Die ontstond toen koning Boudewijn de door het federaal parlement goedgekeurde wet weigerde te ondertekenen omwille van gewetensbezwaren die hij had. De kwestie wordt ook wel de abortuscrisis of mini-koningskwestie genoemd.

## Dringende hulp

### Wachtdiensten
Huisartsen in België ontvangen of bezoeken enkel patiënten gedurende hun normale werk-/praktijkuren overdag. Om de permanentie van de huisartsenzorg buiten deze uren (bijvoorbeeld 's nachts of in het weekend) ook te verzekeren, wordt er in elke regio in België door de plaatselijke huisartsenkring een wachtdienst georganiseerd. Deze wachtdienst is een beurtrolsysteem waaraan huisartsen uit de regio deelnemen. Patiënten die dringend een huisarts nodig hebben buiten de normale uren (en op dat moment dus niet bij hun vaste huisarts terechtkunnen), kunnen de huisarts van wacht (ook "dokter van wacht" genoemd) van hun regio bereiken op een apart telefoonnummer. De huisarts van wacht zal de patiënt dan ofwel vragen naar zijn praktijk te komen, ofwel hem zelf met zijn eigen voertuig bezoeken als deze niet in staat is naar de praktijk te komen.
Tegenwoordig worden er ook steeds meer huisartsenwachtposten opgericht. Dit zijn praktijken die enkel open zijn buiten de normale uren en waar een of meerdere huisartsen wacht houden in plaats van dit in hun eigen praktijk te doen. Huisartsenwachtposten beschikken vaak over een eigen voertuig (soms met chauffeur) zodat een huisarts van wacht geen dringende huisbezoeken hoeft te doen met zijn eigen voertuig. Ook is het veiliger voor de huisarts om niet alleen op pad te hoeven gaan. Sommige huisartsenwachtposten zijn gehuisvest vlakbij of onder hetzelfde dak als de spoedafdeling van een ziekenhuis. Dit wordt gedaan om een goede onderlinge samenwerking en een betere verdeling van de patiënten tussen wachtdienst en spoedafdeling te bevorderen. Sinds enkele jaren wordt er van overheidswege ook gewerkt aan de uitbouw van het telefoonnummer 1733 als centrale oproepnummer voor de wachtdiensten. Het nummer 1733 verbindt een beller dan afhankelijk van de regio door met de huisarts van wacht voor de regio, de huisartsenwachtpost voor de regio of met het Hulpcentrum 100/112, dat dan kan doorverwijzen naar de juiste wachtdienst of zelf de huisarts van wacht kan sturen.
Naast wachtdiensten voor huisartsen zijn er ook wachtdiensten voor apotheken (voor dringende geneesmiddelenverstrekking), tandartsen (voor dringende tandproblemen) en enkele andere groepen zorgverstrekkers.

### Spoedafdeling

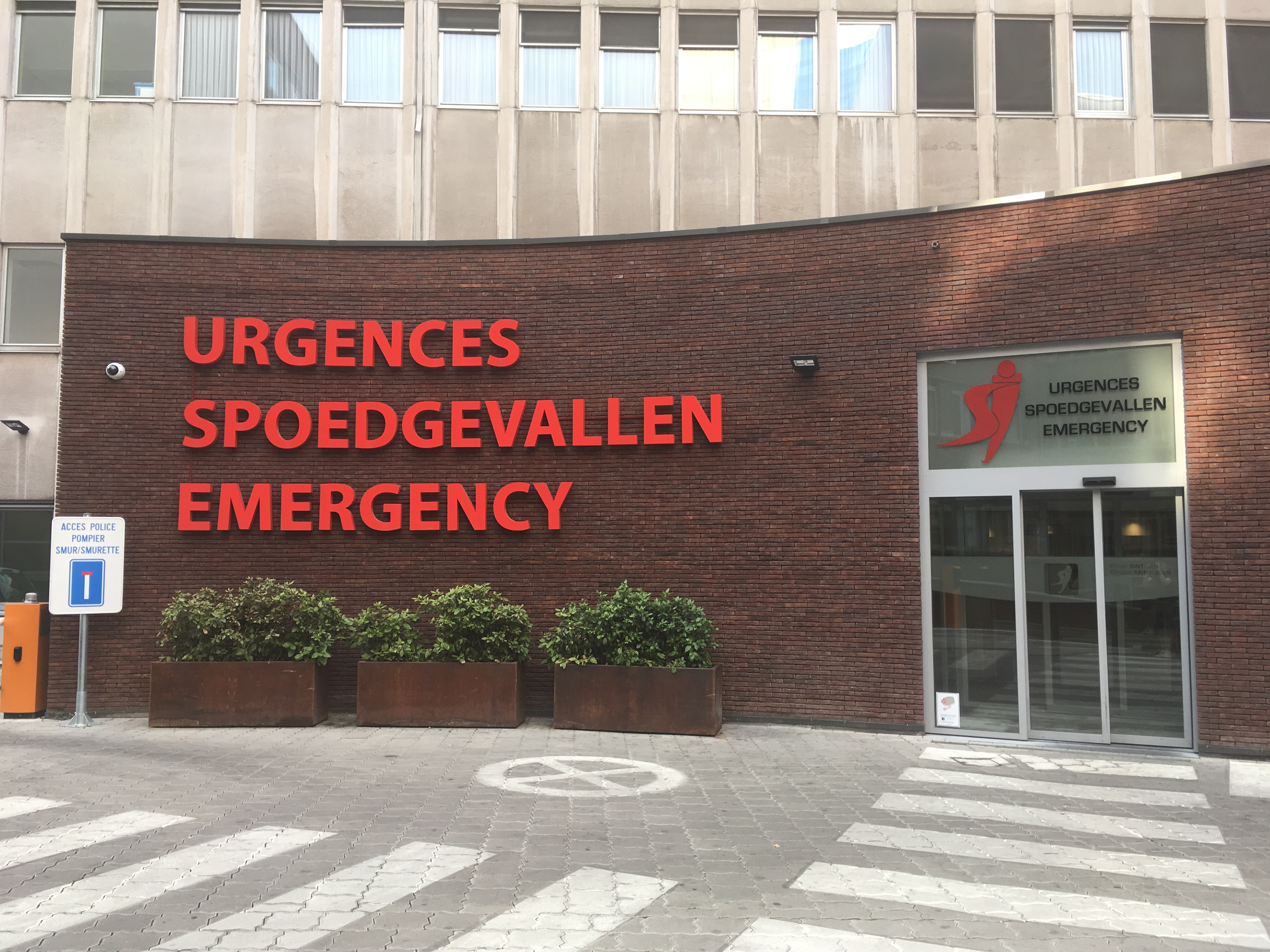
Spoedafdeling van de Brusselse Kliniek Sint-Jan.

Voor gespecialiseerdere dringende zorgen dan een huisarts kan leveren, beschikken de meeste algemene ziekenhuizen over een spoedafdeling. Men kan een spoedafdeling op eigen initiatief bezoeken zonder eerst door een andere arts te moeten zijn doorverwezen. Ook kan een huisarts (al dan niet van wacht) patiënten doorverwijzen naar een spoedafdeling als deze dat nodig vindt. Spoedafdelingen worden bemand door spoedverpleegkundigen, spoedartsen en andere specialisten die voor de zorg aan de patiënten instaan. Bij het binnenkomen op de afdeling worden patiënten vaak getrieerd om te bepalen wie het eerst geholpen wordt. Het personeel van de spoedafdeling kan voor dringende diagnoses of behandeling beroep doen op andere diensten van het ziekenhuis zoals het laboratorium, de radiologie-afdeling of het operatiekwartier. Na de nodige zorgen kunnen patiënten ofwel weer naar huis (al dan niet met een vervolgafspraak bij hun huisarts of een specialist) ofwel worden ze in het ziekenhuis opgenomen voor verdere zorgen.

### Dringende Geneeskundige Hulpverlening

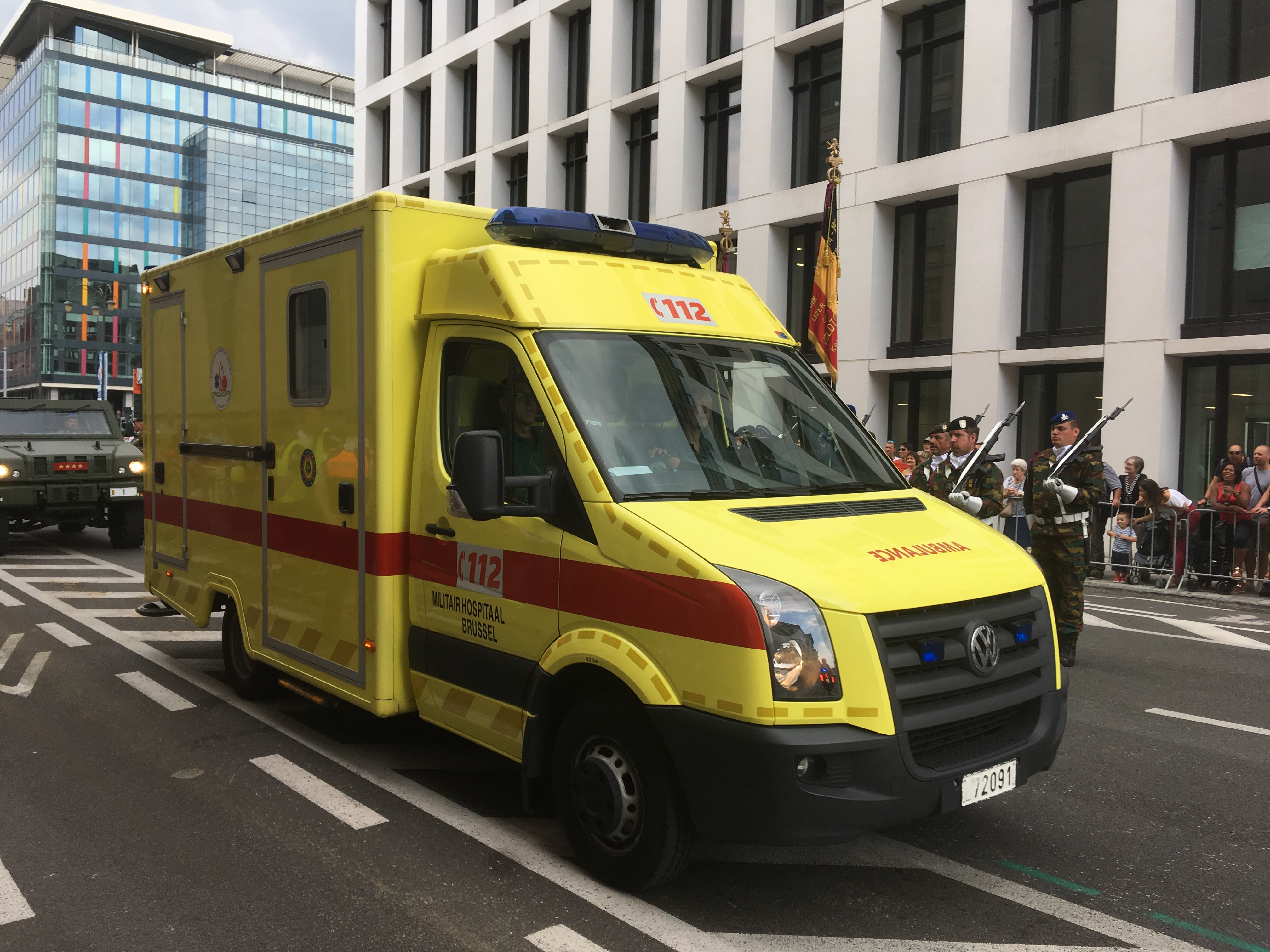
Ambulance van het MHKA (2018).

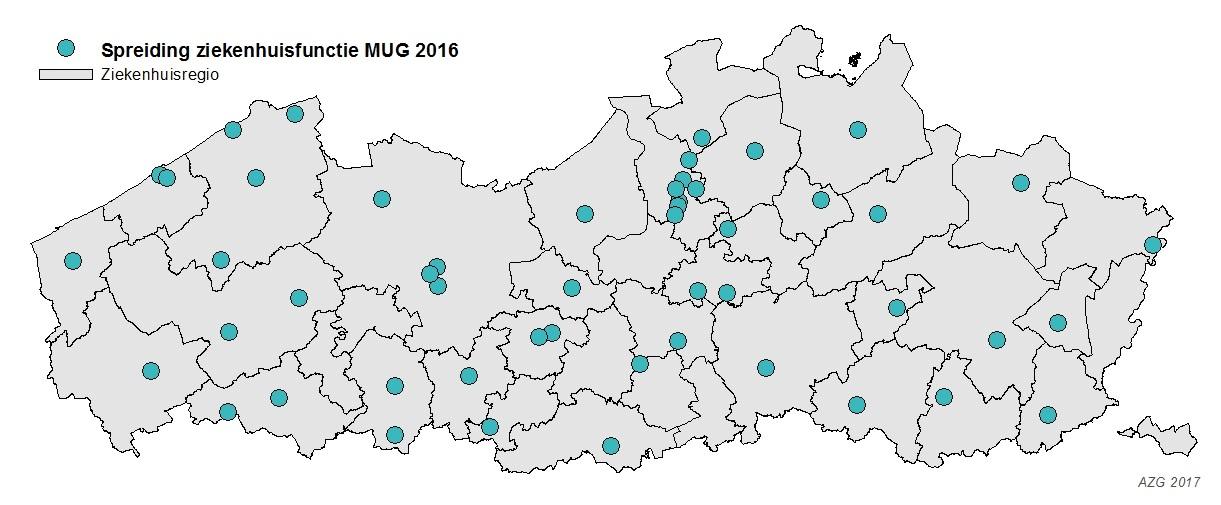
Spreiding van MUG-diensten in Vlaanderen (2016).

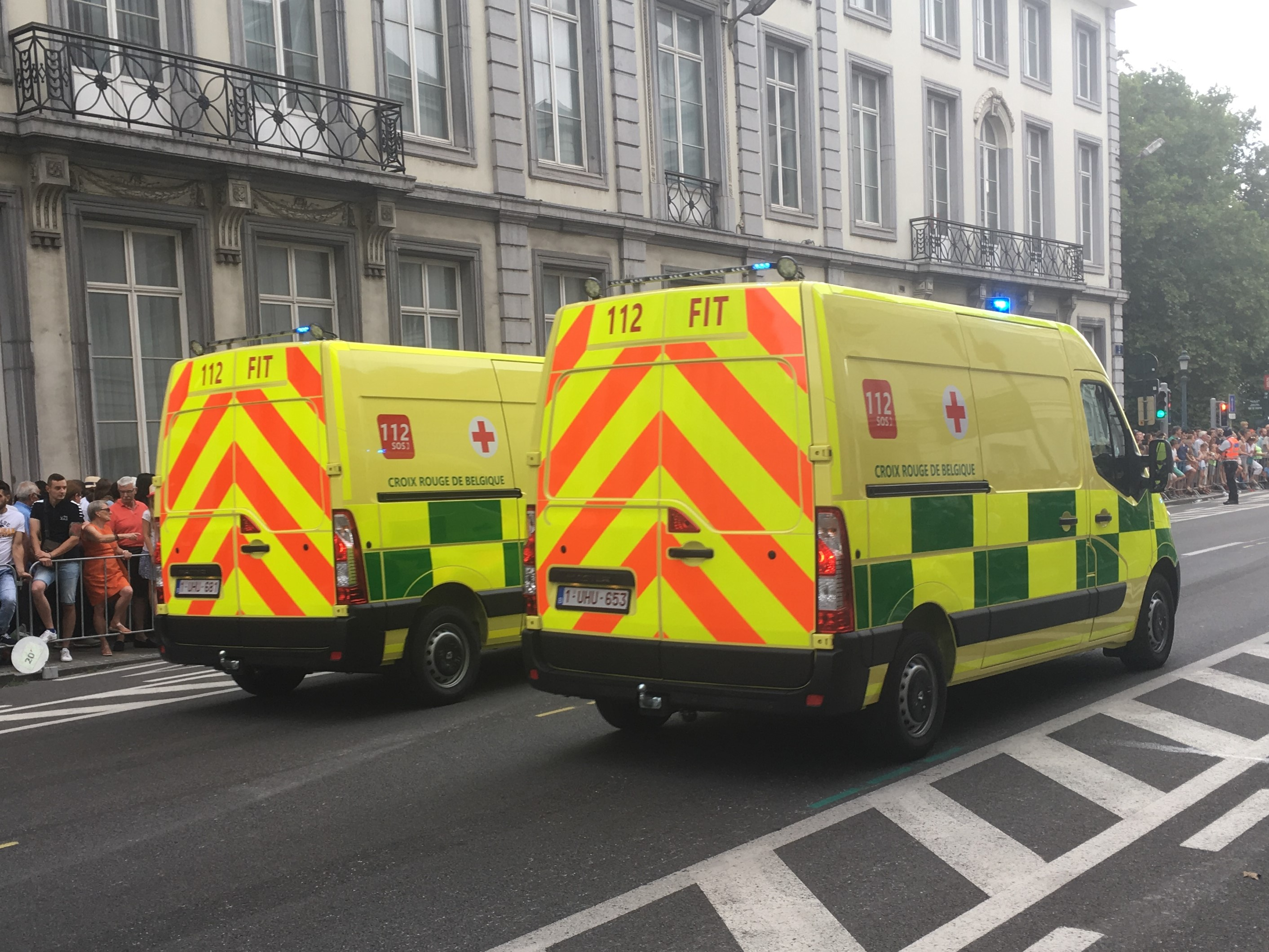
Voertuigen First Intervention Team van het Rode Kruis (2018).

Indien er bij een ernstige of levensbedreigende situatie onmiddellijk hulp ter plaatse nodig is, kan men beroep doen op de Dringende Geneeskundige Hulpverlening (in het Frans: Aide Médicale Urgente). Die wordt georganiseerd door de federale overheid en staat permanent in voor de snelle verzorging van zieken en gewonden die onmiddellijk hulp nodig hebben. De Dringende Geneeskundige Hulpverlening is opgebouwd als een keten en steunt op drie grote pijlers: de Hulpcentra 100/112, de interventiediensten (ambulances, PIT- en MUG-diensten) en de algemene ziekenhuizen die over een erkende spoedafdeling beschikken. Via de Dringende Geneeskundige Hulpverlening wordt de eerste hulp ter plaatse, het vervoer naar en de opvang in een ziekenhuis verzekerd.

#### Noodnummer 100 of 112
Om beroep te doen op dringende hulp belt men het noodnummer 100 of 112, waarna de oproep wordt aangenomen in een van de provinciale Hulpcentra 100/112. De operatoren van het Hulpcentrum 100/112 bevragen de oproeper, geven alle nodige informatie over de noodsituatie (zoals de locatie en wat er precies aan de hand is) in in het computersysteem en kiezen welke hulp ter plaatse zal worden gestuurd, in functie van de ernst van de situatie. Om te kiezen welke hulp er zal gestuurd worden, kunnen ze behulp doen op regulatieprotocollen.

#### Ambulance, PIT en MUG
Indien er hulp nodig is, zal een ambulance ter plaatse worden gestuurd. Ambulances binnen de Dringende Geneeskundige Hulpverlening zijn bemand door minstens twee hulpverlener-ambulanciers, en kunnen beheerd worden door een brandweerdienst, ziekenhuis, privébedrijf of andere organisatie. Hulpverlener-ambulanciers zijn echter niet opgeleid om medische handelingen te stellen, zoals het toedienen van geneesmiddelen of het intuberen van patiënten. Bij ernstige of levensbedreigende situaties, waarbij dergelijke medische handelingen nodig kunnen zijn, zal daarom ofwel een Paramedisch Interventieteam (PIT) in plaats van een gewone ambulance worden gestuurd, ofwel een Mobiele Urgentiegroep (MUG) in aanvulling op de ambulance. Zowel PIT-als MUG-diensten zijn verbonden aan de spoedafdeling van een ziekenhuis. Een PIT bestaat uit een ambulancevoertuig dat bemand wordt door een hulpverlener-ambulancier en een spoedverpleegkundige; een MUG bestaat uit een interventievoertuig dat bemand wordt door een spoedverpleegkundige en een spoedarts. Naast deze gewone MUG-diensten zijn er in België echter ook twee MUG-helikopters, die per helikopter ter plaatse komen. PIT- en MUG-diensten kunnen een veel hoger niveau van medische zorg bieden dan een gewone ambulance. De spoedverpleegkundige van een PIT werkt daarbij volgens protocollen en onder de verantwoordelijkheid van een arts in het ziekenhuis. Als een MUG wordt ingeschakeld in aanvulling op een ambulance, is het de arts van de MUG die de leiding heeft over de interventie.

#### Vervoer naar het ziekenhuis
De ter plaatse gestuurde ambulance, PIT of ambulance & MUG verlenen de nodige hulp ter plaatse en vervoeren indien nodig de patiënt naar de spoedafdeling van een ziekenhuis. Standaard is dat de dichtstbijzijnde erkende spoedafdeling, maar de arts van een MUG mag bijvoorbeeld ook beslissen dat de patiënt naar een verder gelegen (meer gespecialiseerd) ziekenhuis moet vervoerd worden. Een MUG kan in tegenstelling tot een PIT of gewone ambulance zelf geen patiënten vervoeren, maar beschikt enkel over een interventievoertuig waarmee de arts, de verpleegkundige en het nodige verzorgingsmateriaal ter plaatse kunnen komen. Als een patiënt vervoerd moet worden, zal dat in de ambulance gebeuren, waarbij het MUG-team indien nodig bij de patiënt in de ambulance blijft. De MUG-helikopters vormen de uitzondering en kunnen wel patiënten vervoeren. Eenmaal aangekomen in het ziekenhuis wordt de patiënt overgedragen aan het team van de spoedafdeling.

#### Organisatie, financiering en toezicht
De Dringende Geneeskundige Hulpverlening is de bevoegdheid van de federale overheid en wordt beheerd door de FOD Volksgezondheid. De tarieven die door ambulances binnen de Dringende Geneeskundige Hulpverlening mogen aangerekend worden, worden door de federale overheid vastgelegd. Wanneer een vervoerde patiënt de factuur niet betaalt, kan de ambulancedienst een beroep doen op het Fonds voor Dringende Geneeskundige Hulpverlening, dat dan de factuur zal betalen en deze bij de patiënt zal innen. Omdat deze financiering echter tekortschiet, krijgen ambulancediensten sinds enige jaren ook een (beperkte) subsidie van de federale overheid. MUG-diensten krijgen ook overheidssubsidies, maar mogen hun interventies niet apart factureren. Wel worden de prestaties van de arts van de MUG verrekend op de ziekenhuisfactuur.
Het toezicht op de werking van alle actoren binnen de Dringende Geneeskundige Hulpverlening, inclusief bij rampen, wordt uitgeoefend door de Federale Gezondheidsinspecteurs (FGI). De Gemeenschappen zijn echter bevoegd voor de reglementering en het toezicht op ziekenhuizen, waardoor deze ook bevoegd zijn voor spoedafdelingen en MUG-diensten. In Vlaanderen wordt dit toezicht uitgeoefend door de Zorginspectie. Per provincie is er ook een Provinciale Commissie voor Dringende Geneeskundige Hulpverlening (PCDGH), die een aantal aspecten van de Dringende Geneeskundige Hulpverlening in zijn gebied regelt, en waarbinnen de verschillende actoren overleggen. Op federaal niveau is er de Nationale Raad voor Dringende Geneeskundige Hulpverlening (NRDGH) als adviesorgaan.
Anno 2018 werkt men aan een hervorming, waarbij het financieringsmodel, de inplanning van de verschillende diensten, de kwaliteitseisen en normen en de opleiding van hulpverlener-ambulanciers veranderd zullen worden.

### Grote ongevallen en rampen

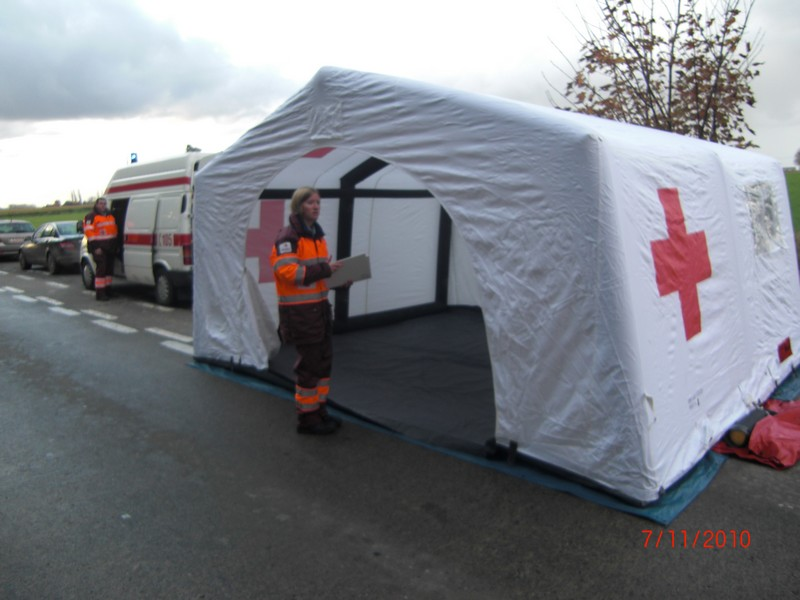
Opblaastent VMP (2010).

Voor grote ongevallen en rampen met vele slachtoffers, waarbij de normale capaciteit van de Dringende Geneeskundige Hulpverlening wordt overschreden, bestaat er het Medisch Interventieplan (MIP). Dat wordt formeel afgekondigd door het Hulpcentrum 100/112 aan de hand van bepaalde criteria. Hulpverleners aanwezig op de rampplek of bepaalde verantwoordelijken kunnen daarnaast ook de afkondiging vragen. Er bestaan enkele niveaus van alarmering binnen het MIP, waarbij telkens een verschillend aantal diensten (ambulances, MUG-diensten, Rode Kruis, ...) worden opgeroepen en ingezet. Ook worden er bepaalde personen opgeroepen om de hulpverlening te coördineren. Ter plaatse wordt indien nodig een Vooruitgeschoven Medische Post (VMP) opgericht, waar de slachtoffers getrieerd, gestabiliseerd en verdeeld worden over de ziekenhuizen of opvangcentra. Voor de werking van het MIP is vooraf vastgelegd welke en hoeveel slachtoffers een ziekenhuis kan opvangen.

### Antigifcentrum
Omdat vergiftigingen speciale materie zijn binnen de dringende hulpverlening en meestal een specifieke aanpak vereisen, beschikt België over het Antigifcentrum als nationaal vergiftigingencentrum dat door de FOD Volksgezondheid wordt gesubsidieerd. Via het noodnummer 070 245 245 geeft het Antigifcentrum dag en nacht medisch advies bij vergiftigingen aan zowel gezondheidsprofessionals als het brede publiek. Om correct advies te kunnen verstrekken, beschikt het Antigifcentrum onder andere over een databank van samenstellingen van chemische producten die door de industrie zijn doorgegeven. Ook draagt het zorg voor de beschikbaarheid van bepaalde antidota binnen België en heeft het een opdracht van toxicovigilantie ten behoeve van de volksgezondheid.